# Conradin Kreutzer
Conradin Kreutzer, ursprungligen Kreuzer, född den 2 november 1780 i Messkirch, död den 14 december 1849 i Riga, var en tysk tonsättare.

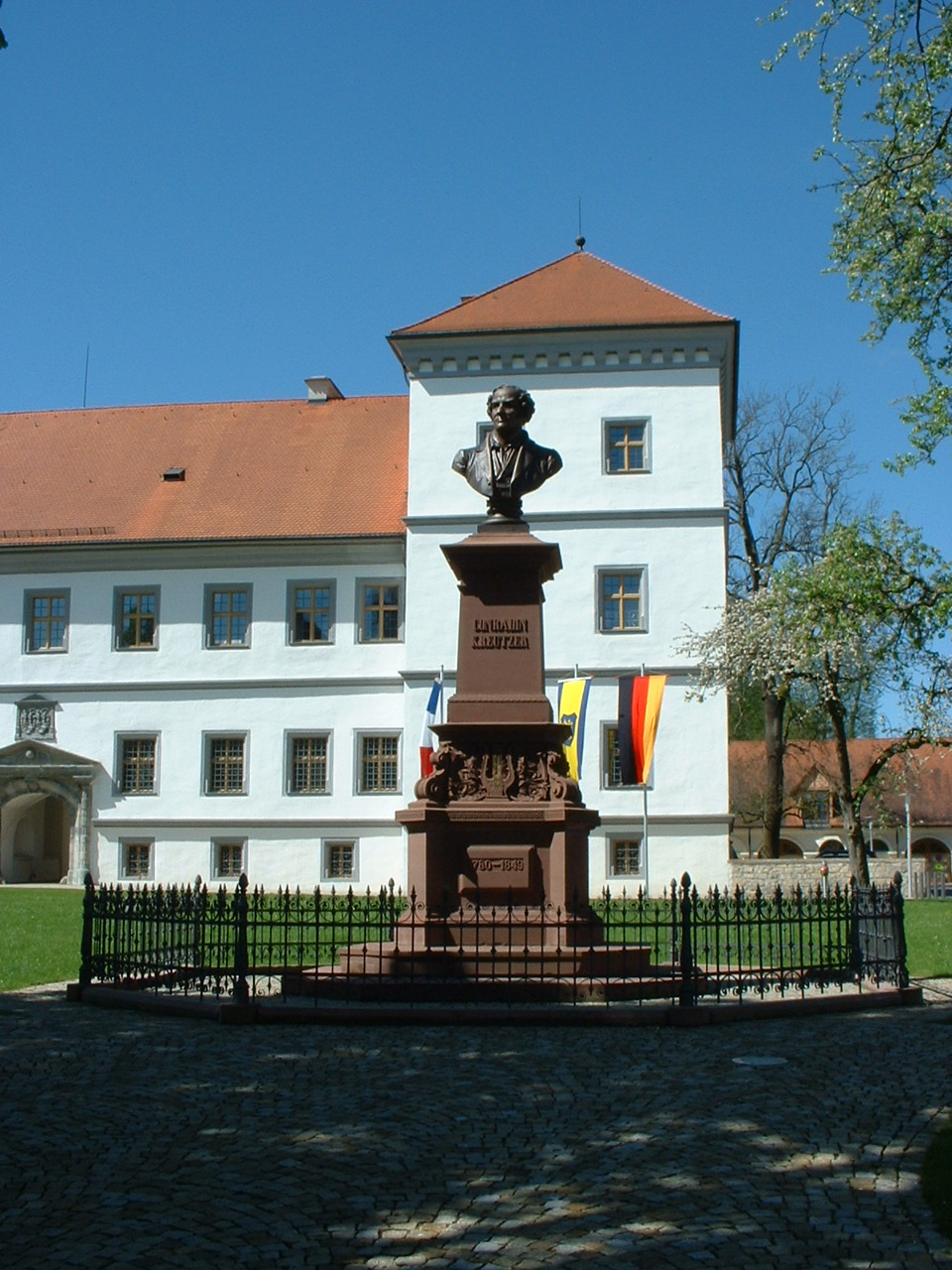
Minnesmärke över Kreutzer i födelsestaden Meßkirch.

Kreutzer blev 1804 i Wien Albrechtsbergers lärjunge. Hans opera Jery und Bätely (1810) hade stor framgång, och hans Konradin von Schwaben (1812) förskaffade honom en utnämning till württembergsk hovkapellmästare. I liknande egenskap fästes han 1817 i Donaueschingen, men återvände 1822 till Wien och fick där sin Libussa uppförd. Han var 1822–40 kapellmästare växelvis vid Kärntnerthor- och Josephstädterteatrarna, 1840–46 i Köln. 
Av Kreutzers 30 operor (de flesta färgade av en romantik i Uhlands stil) lyckades endast Das Nachtlager in Granada (1834; svensk översättning "Nattlägret i Granada" 1860) bibehålla sig. Även hans solosånger, andliga tonverk och instrumentalstycken är sedan länge bortglömda. Däremot förvärvade han en mer varaktig popularitet genom sina 150 manskörer, av vilka flera (Der Tag des Herrn, Die Kapelle med flera) vann burskap på alla kvartettsångares repertoarer.

## Externa hänvisningar
- Kreutzer, Conradin i J. Leonard Höijer, Musik-Lexikon (1864)
- Conradin Kreutzer: Briefe – Gesamtausgabe